# Oedaspis nyx
Oedaspis nyx
 es una especie de insecto del género Oedaspis de la familia Tephritidae del orden Diptera. 
Amnon Freidberg y Moises Kaplan la describieron científicamente por primera vez en el año 1992.